# Amyris filipes
Amyris filipes är en vinruteväxtart som beskrevs av Cyrus Longworth Lundell. Amyris filipes ingår i släktet Amyris och familjen vinruteväxter. Inga underarter finns listade i Catalogue of Life.